# Пунс, Хильда Якобовна
Пунс Хильда Якобовна (1900 год — 1988 год) — свинарка колхоза «Маяка» Харьюского района Эстонской ССР, Герой Социалистического Труда (1958).

## Биография
Хильда Якобовна Пунс родилась в 1900 году в деревне Зимитицы Ямбургского уезда (ныне Волосовский район) Санкт-Петербургской губернии.
В конце 1920-х годов начала работать в местном колхозе. В годы Великой Отечественной войны пережила немецкую оккупацию 1941—1944 годов. После окончания войны переехала жить в Эстонскую ССР и с 1949 года начала работать свинаркой в колхозе «Маяка» Харьюского уезда.
В течение нескольких лет являлась лучшей свинаркой района, была удостоена звания «Лучший животновод Эстонской ССР». В 1954, 1956 и 1957 годах принимала участие во Всесоюзной сельскохозяйственной выставке (ВСХВ).
За большие успехи, достигнутые в деле развития сельского хозяйства, Указом Президиума Верховного Совета СССР от 1 марта 1958 года Хильде Якобовне Пунс было присвоено звание Героя Социалистического Труда с вручением Ордена Ленина и золотой медали «Серп и молот».
До выхода на пенсию Хильда Якобовна Пунс продолжала работать в колхозе. Проживала в Харьюском районе Эстонской ССР (ныне уезд Харьюмаа Эстонии).
Умерла 8 марта 1988 года.

## Награды
- Звание Герой Социалистического Труда (1 марта 1958);
- Медаль «Серп и Молот» (1 марта 1958) — № 8869);
- Орден Ленина (1 марта 1958) — № 316518);
- медали.